# Claude Joseph Rouget de Lisle
Pour les articles homonymes, voir Rouget de Lisle (bière) et Lisle.
Claude Joseph Rouget dit de Lisle, souvent appelé Rouget de Lisle, né le 10 mai 1760 à Lons-le-Saunier et mort le 26 juin 1836 à Choisy-le-Roi, est un officier  du génie et un écrivain français, célèbre en tant qu'auteur de La Marseillaise, à l'origine Chant de guerre de l'armée du Rhin, devenu l'hymne national français en 1879, après une brève période (1795-1804) sous le Directoire et le Consulat.
Ses autres œuvres, notamment des hymnes tels que l'Hymne Dithyrambique sur la conjuration de Robespierre et la Révolution du 9 Thermidor (1794) et Vive le Roi ! (1814), sont restées peu connues.

## Biographie

### Origines familiales et formation

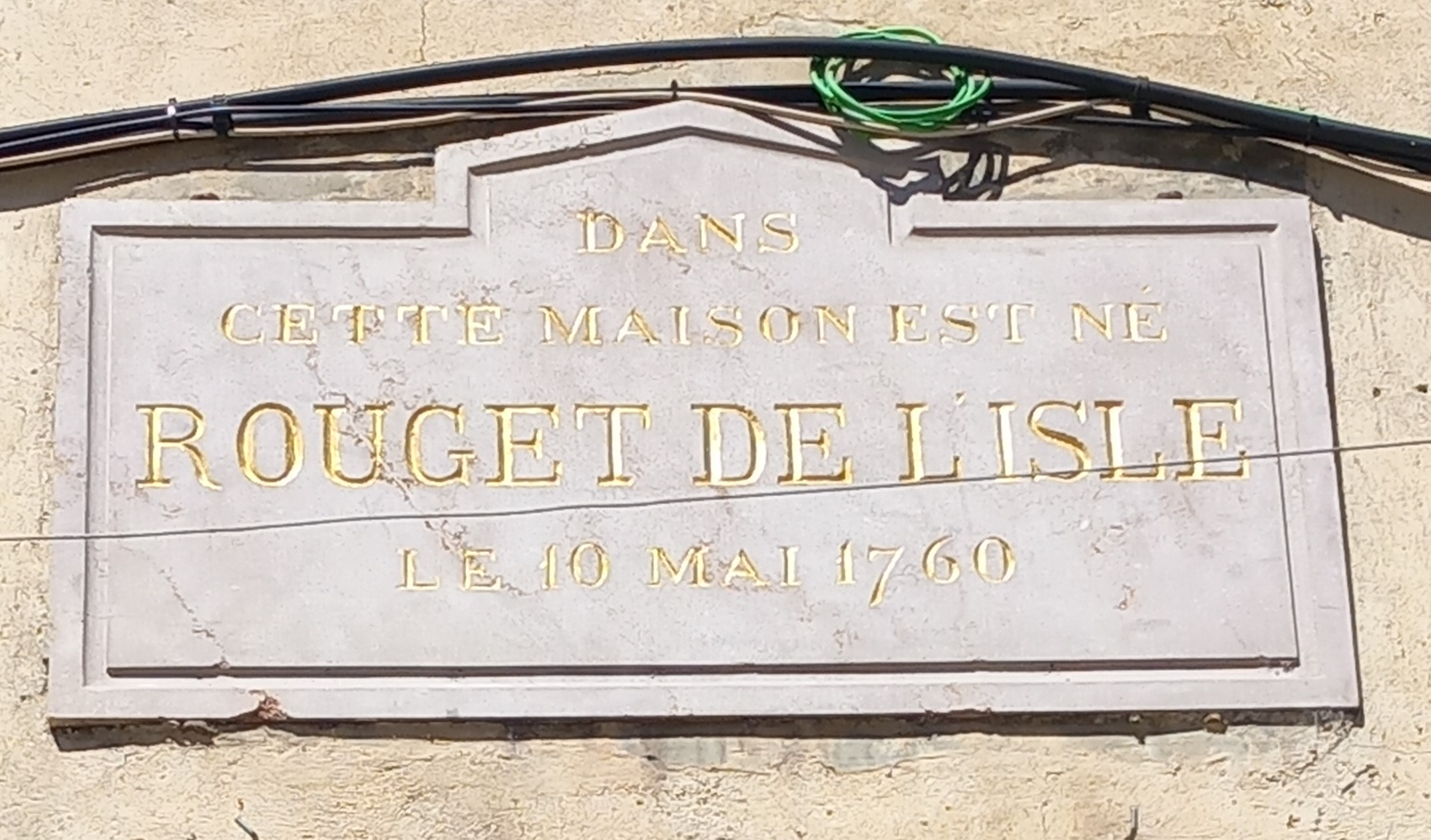
Plaque commémorative de la naissance de Rouget de Lisle.

Il naît le 10 mai 1760, dans une maison située au no 24 de la rue du Commerce à Lons-le-Saunier, où sa mère est venue pour le marché du très proche village de Montaigu.
Claude Joseph est l'aîné des huit enfants de Claude Ignace Rouget (1735-1792) et de Jeanne Madeleine de Gaillande (1734-1811). Claude Ignace Rouget est avocat au bailliage de Lons-le-Saunier.
Étant petit, Claude Joseph Rouget est déjà un passionné de musique. Il joue du violon à ses heures perdues.
Avec son frère Claude Pierre, Claude Joseph passe sa jeunesse à Montaigu et y fait ses études jusqu'au collège[pas clair]. Après ses études, il va suivre une formation militaire à Paris.

### Débuts comme officier du génie (jusqu'en 1791)
Alors que seuls les nobles peuvent devenir officiers d'infanterie ou de cavalerie sans passer par le rang, les roturiers ont le droit de se présenter au concours de l'École royale du génie, située à Mézières, cette spécialité étant peu prisée par la noblesse. C'est à ce moment-là qu'il prit la désinence "de Lisle", appartenant à son grand-père.
Claude Joseph Rouget y est admis, comme l'a précédemment été Lazare Carnot (né en 1753). Il en sort officier et est successivement affecté à différentes garnisons, dont Mont-Dauphin dans les Alpes, où il exerce ses talents de Don Juan.
En juillet 1789 commence la Révolution française : la France devient une monarchie constitutionnelle et l'Assemblée nationale constituante abolit toutes les distinctions de l'Ancien Régime entre nobles et roturiers (nuit du 4 août et Déclaration des droits de l'homme et du citoyen).

### En garnison à Strasbourg (1er mai 1791)
Le 1er mai 1791, il est affecté à Strasbourg, où il fait la connaissance du maire, Philippe-Frédéric de Dietrich, dans une loge maçonnique. Strasbourg est le siège du quartier général de l'armée du Rhin, instituée en 1791 et commandée par le maréchal Luckner, officier originaire de l'électorat de Bavière dans le Saint-Empire.
À la demande de celui-ci, il compose plusieurs[réf. nécessaire] chants patriotiques, dont un Hymne à la Liberté pour la fête de la Constitution prévue pour le 25 septembre 1791. L'Assemblée constituante vient en effet de terminer son travail et la première constitution française a été acceptée et promulguée le 14 septembre par le roi Louis XVI, désormais « roi des Français ». Cet Hymne, dont la musique est inspirée d'Ignace Joseph Pleyel, est chanté par la foule sur la place d'Armes de Strasbourg.
Le 20 avril 1792, l'Assemblée nationale législative vote, à l'invitation formelle du Roi — comme le veut la Constitution — mais sur les instances des députés, la déclaration de guerre de la France au roi de Bohême et de Hongrie, c'est-à-dire au chef de la maison d'Autriche, l'empereur François II, neveu de la Reine Marie-Antoinette.

### La Marseillaise(25 avril 1792)

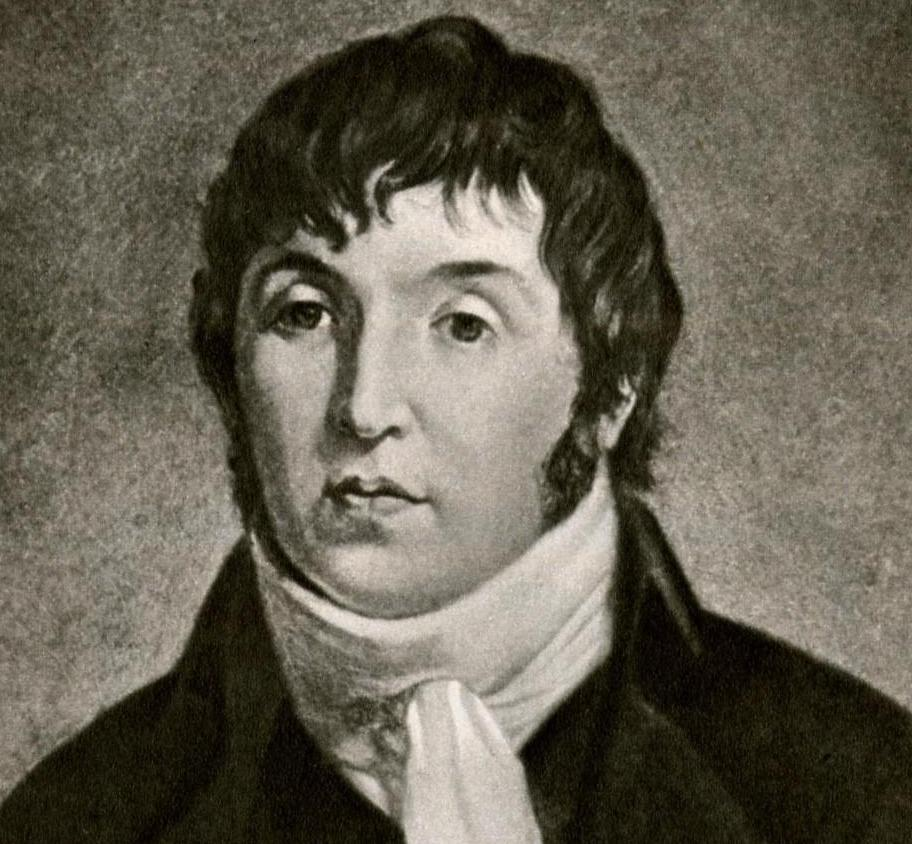
Portrait de Rouget de Lisle (1792).

Cinq jours après cette entrée en guerre, le 25 avril, au cours d'une réception avec des officiers de la garnison, dont le maréchal Luckner, le maire de Strasbourg sollicite le capitaine Rouget de Lisle pour composer un chant de guerre. Celui-ci s'exécute dans la nuit qui suit et présente dès le lendemain Le Chant de guerre pour l'armée du Rhin, dédié au maréchal Luckner. C'est le Maire qui après avoir déchiffré la partition est le premier à le chanter en public, dans son salon.

Le 12 juin 1792, Louise de Dietrich, épouse du maire, écrit à son frère Pierre Ochs : 

« Cher frère, je te dirai que depuis quelques jours je ne fais que copier ou transcrire de la musique, occupation qui m'amuse et me distrait beaucoup, surtout en ce moment où partout on ne parle et discute que de politique en tout genre. Comme tu sais que nous avons beaucoup de monde, et qu'il faut toujours inventer quelque chose, soit pour changer de sujet, soit pour traiter de sujets plus distrayants les uns que les autres, mon mari a imaginé de faire composer un chant de circonstance. Le capitaine du Génie, Rouget de Lisle, un poète et compositeur fort aimable a rapidement fait la musique du chant de guerre.
Mon mari, qui est bon ténor, a chanté le morceau qui est fort entraînant et d'une certaine originalité. C'est du Gluck en mieux, plus vif et plus alerte. Moi, de mon côté, j'ai mis mon talent d'orchestration en jeu, j'ai arrangé les partitions pour clavecin et autres instruments. J'ai donc beaucoup à travailler. Le morceau a été joué chez nous, à la grande satisfaction de l'assistance… »

En réalité, il semble que la musique de La Marseillaise soit dérivée d'un air de l'oratorio Esther de Jean-Baptiste-Lucien Grisons du maître de chapelle et chanoine de la cathédrale de Saint-Omer. La musique de cette partition à caractère religieux a été composée en 1784 ou 1787,. La pratique était en effet courante à l'époque de réemployer un air existant en y adaptant des paroles nouvelles (parodie musicale)
Au mois de juillet, menacée par l'invasion des Autrichiens, soutenus par la Prusse, l'Assemblée déclare la « patrie en danger » et fait appel aux volontaires pour soutenir les troupes de ligne. Beaucoup de ces volontaires sont amenés à passer par Paris.
Le Chant de guerre de l'armée du Rhin, chanté à Montpellier le 17 juin à l'occasion d'une cérémonie, est amené le 23 à Marseille par François Mireur, officier des volontaires de l'Hérault. Le chant va être amené à Paris à la fin du mois de juillet par les bataillons de volontaires des Bouches-du-Rhône, devenant la Marche des Marseillais, puis La Marseillaise.

### Carrière militaire pendant la guerre de la première coalition (1792-1796)
Le 13 juin 1792, Rouget de Lisle quitte Strasbourg pour diriger la forteresse de Huningue.
À la suite de la journée du 10 août 1792 (renversement de Louis XVI, qui est suspendu, puis incarcéré le 13), Rouget de Lisle est destitué de ses fonctions par Lazare Carnot[réf. nécessaire] pour avoir protesté, comme l'ensemble de la garnison et comme la municipalité de Strasbourg — le Maire, Dietrich, le paiera de sa vie —contre la violation de la Constitution de 1791, dans laquelle le Roi était déclaré inviolable.
Rapidement réhabilité, il est affecté à l'armée du Nord, toujours comme capitaine du génie et devient aide de camp du général Valence à l'armée des Ardennes, où il se lie d'amitié avec le général Le Veneur et l'adjudant général Hoche.
Il s'illustre en tant qu'ingénieur lors du siège de Namur, dont la citadelle est prise aux Autrichiens le 2 décembre 1792. Il ajoute alors à la Marseillaise deux couplets intitulés « couplets aux Belges », qui sont imprimés à Namur,,.
Resté monarchiste constitutionnel, il n'est pas d'accord avec l'avènement de la République, proclamée le 21 septembre 1792 par la Convention, et encore moins avec le procès de Louis XVI, qui aboutit à son exécution (21 janvier 1793). Lorsque les montagnards arrivent au pouvoir (2 juin 1793), Rouget de Lisle fait partie des « suspects » et est emprisonné sous la Terreur, mais il échappe à la guillotine, à la différence du maire de Strasbourg Dietrich.
En 1795, après la chute de Robespierre (27 juillet 1794/9 Thermidor an II), il est envoyé à l'armée des côtes de Brest sous les ordres du général Hoche. Il affronte les Chouans et l'armée des émigrés lors de l'expédition de Quiberon (juin-juillet).
Le 5 octobre 1795, il participe à la défense de la Convention (aux côtés de Bonaparte) le 13 vendémiaire.
Il démissionne en 1796 et rentre à Lons-le-Saunier.

### Lons-le-Saunier, du Directoire à la Restauration (1796-1836)

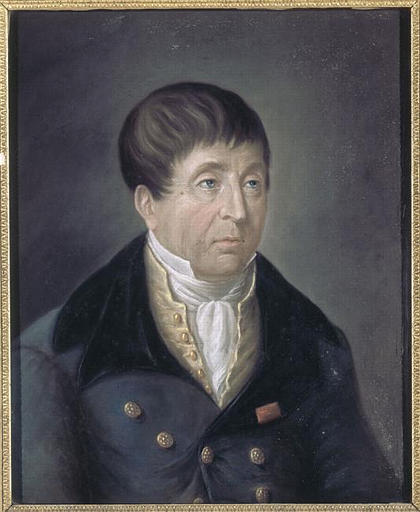
Portrait de Rouget de Lisle (1835).

Il n'arrive pas à percer dans la carrière littéraire et doit se contenter de travaux alimentaires (préfaces, traductions d'ouvrages anglais, mémoires).
Durant la période napoléonienne, il dirige une entreprise de fournitures de vivres aux armées.
Il se montre tout à fait hostile à l'instauration de l'empire en 1804 ; il ose même écrire à Napoléon : « Bonaparte, vous vous perdez, et ce qu'il y a de pire, vous perdez la France avec vous ! »
Sous la Restauration, il écrit un hymne royaliste, baptisé Vive le Roi !, qui ne réussit pas à plaire à Louis XVIII.
En 1825 il publie plusieurs hymnes, Chants français.
En 1830 Hector Berlioz livre à la postérité une nouvelle orchestration du Chant du 9 Thermidor (H51bis) et de La Marseillaise (H51A).
Sa situation devient précaire : il est contraint de vendre l'héritage de son père. On connaît une lettre que Pierre-Jean de Béranger lui adresse le 21 juin 1826 à la prison de Sainte-Pélagie, où il est emprisonné pour dettes.
En 1830, Louis-Philippe Ier lui accorde une pension viagère de 1500 francs, puis une pension supplémentaire de 2 000 francs en 1832. Louis-Philippe d'Orléans, fils de Philippe-Égalité, qui rétablit le drapeau tricolore rejeté en 1814 par les Bourbons, n'a en effet aucune animosité contre l'auteur de La Marseillaise.

### Mort et funérailles
Il meurt à Choisy-le-Roi, au domicile d'Élise Voïart, qui l'a recueilli et soigné avec dévouement, le 26 juin 1836 à l'âge de 76 ans.
Il est inhumé d'abord à Thiais, dans la propriété de son ami Ange François Blein.
Ses cendres ont été solennellement transférées aux Invalides le 14 juillet 1915, mais sa tombe au cimetière de Choisy-le-Roi a été conservée.

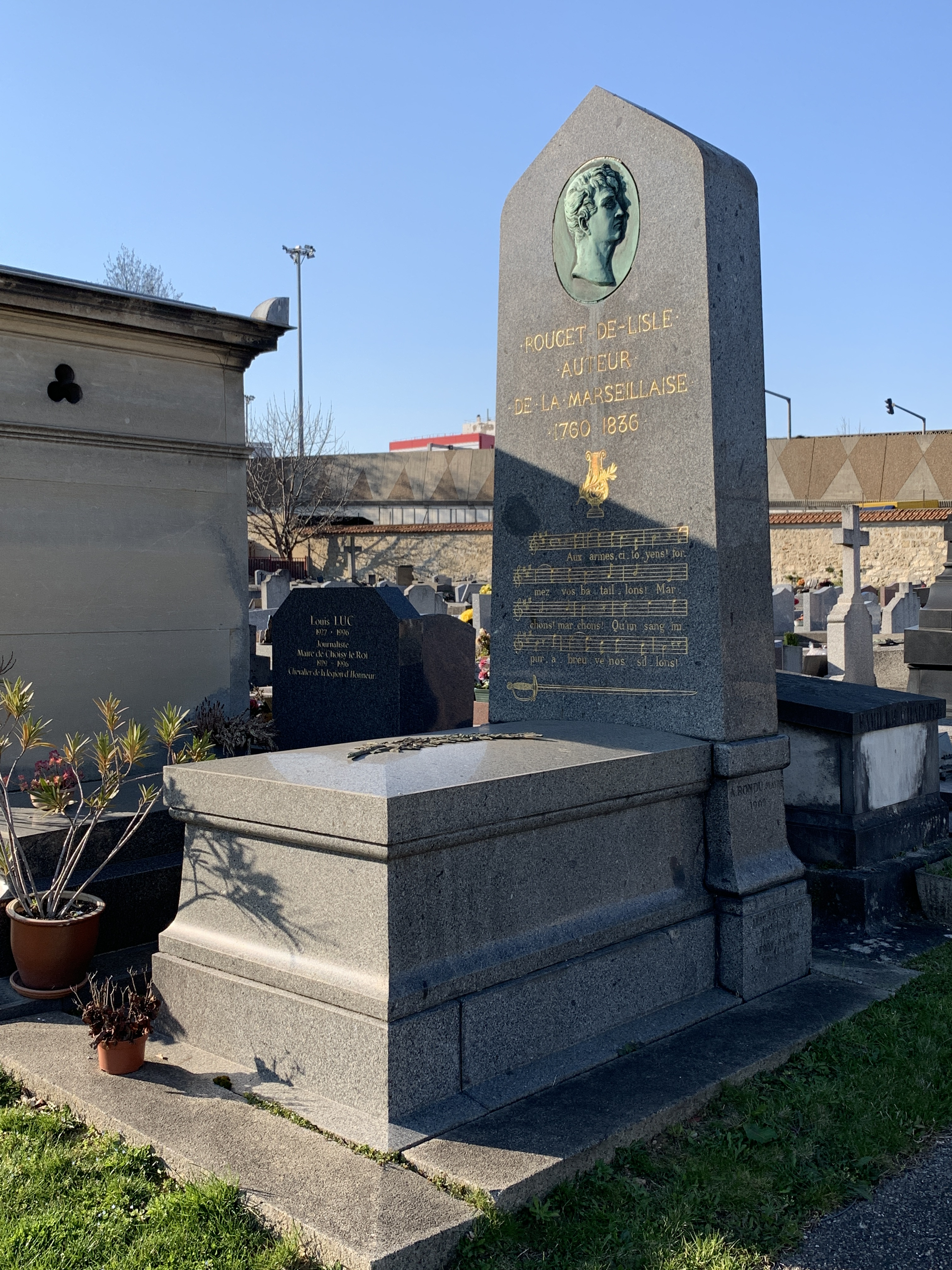
Cénotaphe de Rouget de Lisle au cimetière de Choisy-le-Roi.

## Documents
Les papiers personnels de Claude-Joseph Rouget de Lisle sont conservés aux Archives nationales sous la cote 75AP.

## La Marseillaise
Le « Chant de guerre pour l'armée du Rhin » a été composé dans la nuit du 25 avril 1792 à Strasbourg, à la suite de la déclaration de guerre à l'empereur d'Autriche. Il est dédié au maréchal Lukner. Philippe-Jacques Dannbach (1747-1812), imprimeur de la municipalité, publie en mai le texte et la mélodie. Un journal les reproduit et ils parviennent à Marseille. Enthousiastes les volontaires marseillais l'adoptèrent et le chantèrent en entrant dans Paris, le 30 juillet 1792. Le chant devient alors l’Hymne des Marseillais, puis La Marseillaise. Interdit pendant la Restauration, il est adopté comme hymne national de la République française le 14 février 1879.
Les paroles de La Marseillaise sont marquées par les slogans patriotiques, et le style du temps, qu'on retrouve dans les affiches de conscription, ou autres chants : Aux armes, citoyens !, l'étendard sanglant est levé… Marchons… Il faut combattre, vaincre ou mourir… ou des images littéraires, comme chez Nicolas Boileau : …Et leurs corps pourris, dans nos plaines, n'ont fait qu'engraisser nos sillons (ode sur un bruit qui courut, en 1656, que Cromwell et les Anglais allaient faire la guerre à la France), comme d'autres chansons, alliant l'idée de patrie à celle de terre nourricière, de défense des plus faibles devant l'envahisseur (l'Europe coalisée contre la France), stigmatisant « les féroces étrangers qui ravissent d'entre nos bras nos femmes et nos enfants ».

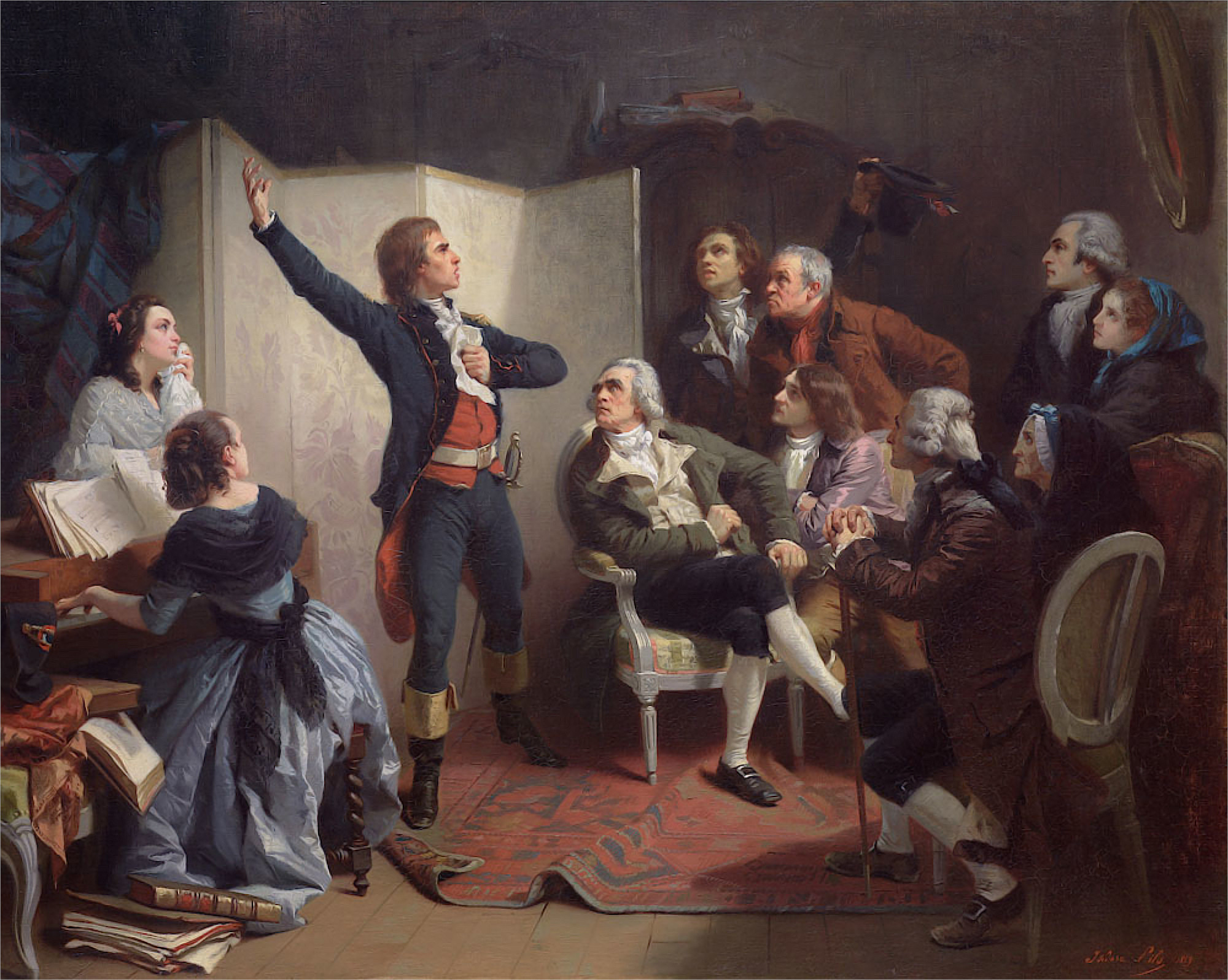
Rouget de Lisle chantant La Marseillaise. Tableau d'Isidore Pils.
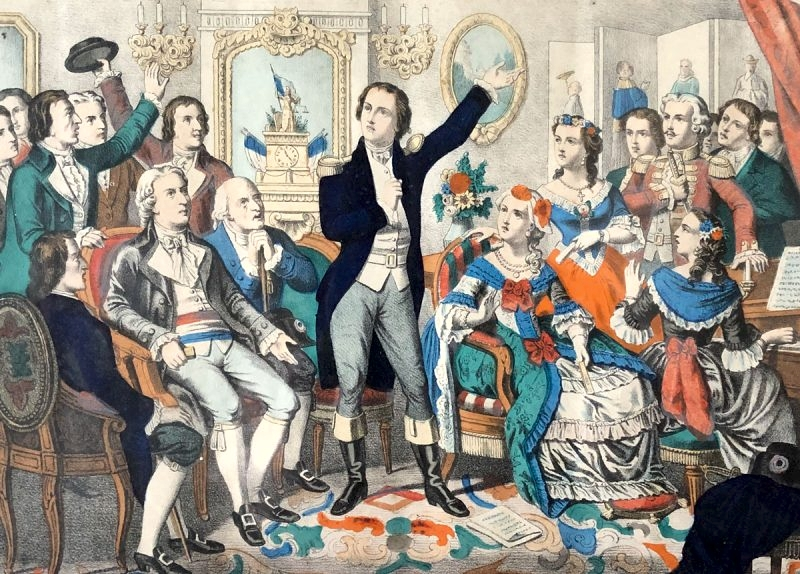
Rouget de Lisle chantant la Marseillaise dans le salon du maire Dietrich à Strasbourg.
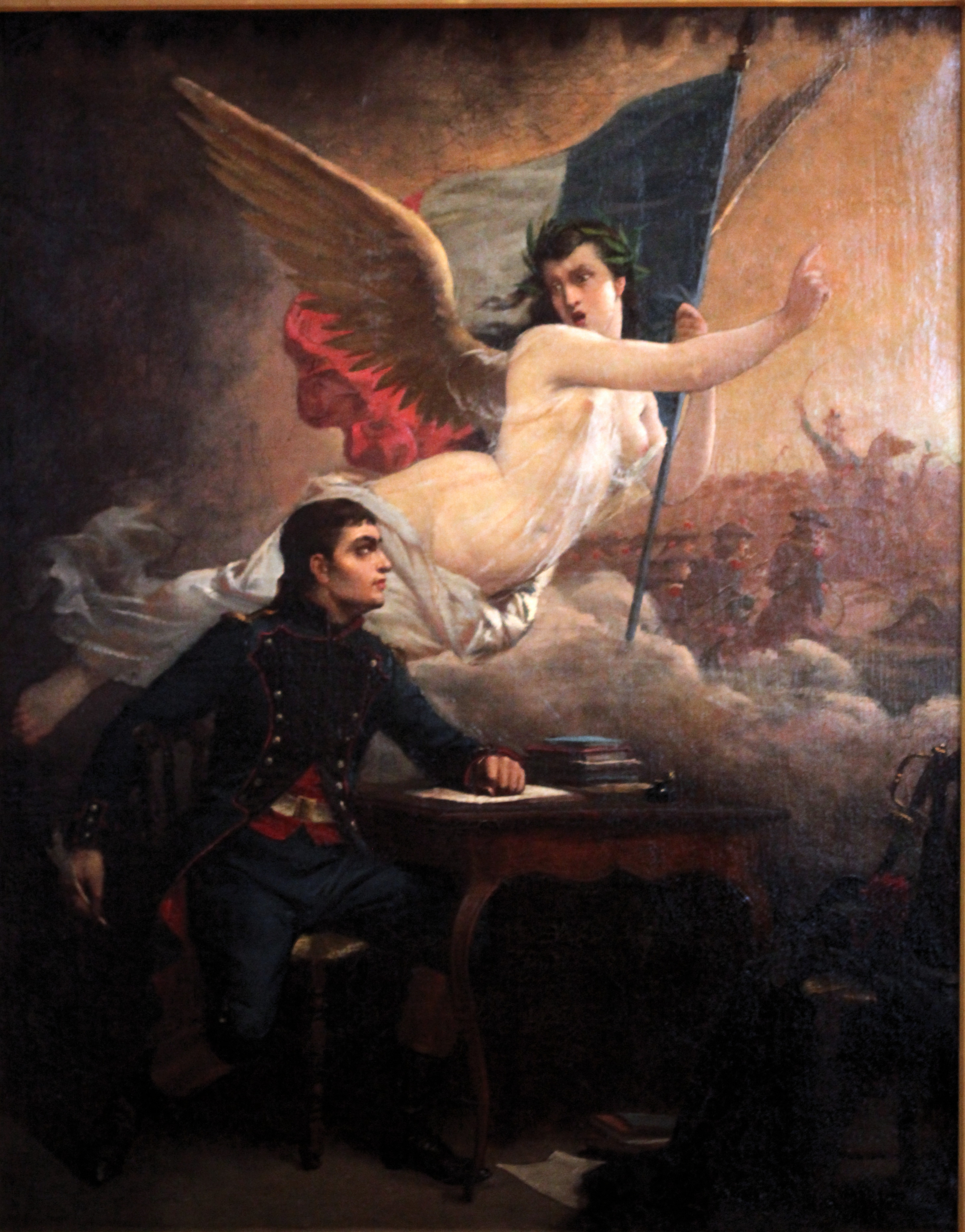
Rouget de Lisle composant la Marseillaise, Auguste de Pinelli, (musée de la Révolution française).

## Signatures de Rouget de Lisle
- Forme retenue dans les catalogues des bibliothèques : Rouget de Lisle, Claude Joseph
- Formes rejetées :
  - Lisle, Claude-Joseph Rouget de
  - Rouget Delisle, Joseph
  - Delisle, Joseph Rouget
  - Rouget de L'Isle, Claude-Joseph
  - L'Isle, Claude-Joseph Rouget de
  - R.D.L.

## Publications
- Allons, enfans de la patrie, chant national connu et retouché, avec accompagnement de guitare ou lyre, Paris, Beauvarlet-Charpentier, (s. d.), 2 p. Dans la 3e strophe deux vers : « Liberté, liberté chérie, Combats avec tes défenseurs » ont été remplacés par : « Un héros, un vaste génie, Combat avec tes défenseurs ».
- À ses concitoyens, Gustave Terrien. La Marseillaise. [Signé : Rouget Delisle.] Le Chant du départ. [Signé : M.-J. Chénier.] Rambouillet : impr. de Raynal, (s.d.), 4 p.
- Au peuple et aux représentans du peuple. (Montagne du Bon air, an II.). (s.l.n.d.), 10 p.
- Au profit des blessés de l'armée du Rhin. La Marseillaise. Château-Thierry : impr. de Renaud, 1870, 3 p.
- Chant de guerre national connu sous le nom d'Hymne des Marseillois / [signé J. Rouget de Lisle]. Nota : cette édition est conforme à une copie donnée par l'auteur. [S.l.] : [s.n.], 1792, 4 p. ; Contient les 6 couplets d'origine suivis de 2 nouveaux couplets intitulés : « Couplets aux Belges ».
- Le chant des vengeances, intermède mêlé de pantomimes représenté pour la première fois, sur le théâtre de la République et des Arts, le 18 floréal an VI, Paris, Ballard, an VI.
- Chant national de la France. La Marseillaise, Paris, Madre, 1870, 1 p.
- Chant national. La Marseillaise. Marseille : impr. de Crémieu, 1879, 1 p.
- Fierval, ou le Fanfaron démasqué, comédie. Rosa mourante, songe, Paris, bureau du Siècle, 1852.
- Essais en vers et en prose, Paris, impr. de P. Didot l'aîné, 1796, 157 p.
- Henri IV, chant héroïque, Paris, Pleyel et fils aîné, s.d., 8 p.
- Historique et souvenirs de Quiberon, Paris, Levavasseur, 1834, 130 p. (Mémoires de tous, II).
- Hymne à la raison, Paris, Le Duc, 1794, 5 p.
- Hymne des Marseillois, avec variations pour le forte piano servant d'accompagnement au chant des couplets, par la citoyenne Thiémé. Rouen : chez le citoyen Thiémé, s. d., 10 p.
- Premier chant des industriels, Paris, impr. de Mme Ve Portmann, s. d., p. 197-212.
- Macbeth, tragédie lyrique en 3 actes, Paris, J. N. Barba, 1827, 44 p.
- La Marseillaise illustrée, Paris, Aubert, 1840, 10 p.
- La Marseillaise illustrée / par Charlet, paroles et musique de Rouget de l'Isle, Paris, impr. de A. Parent, s.d., 8 p.
- La Marseillaise : tirage limité avec des illustrations de Lionel Guibout. Cléry, Jean-Jacques Sergent, Le Kremlin-Bicêtre, Université Sorbonne, Bibliothèque Sainte-Geneviève, 2010, 28 p. (présentation en ligne).
- La Matinée, idylle / par M. R. D. L, Paris, impr. de F. Didot, 1818, 11 p.
- Roland à Roncevaux, chant de guerre, Paris, Le Duc, s.d., 4 p.
- Six romances, Paris, au Magasin de musique, s.d. 2 fasc.

## Hommages

### À Lons-le-Saunier
La ville de Lons-le-Saunier a rendu de nombreux hommages à Rouget de Lisle. Le premier en 1882 en lui élevant une statue, commandée à Bartholdi (à qui l'on doit la statue de la Liberté de New York). Puis en célébrant les anniversaires de sa naissance, de son décès ou encore de la composition de La Marseillaise (en 1992). Chaque heure, le carillon du théâtre égrène les premières notes de La Marseillaise pour rappeler aux Lédoniens que son auteur est un enfant du pays. Enfin, en 1996, la ville a inauguré un musée dans son appartement natal.

### Divers
- Le corniste et compositeur Frédéric Nicolas Duvernoy lui a dédié son Concerto no 1 pour cor et orchestre.
- Le 2 juillet 1836, le journal Le Siècle publie un poème à son honneur : "La mort de Rouget de Lisle"[9]
- La rue Rouget-de-L'Isle, dans le 1er arrondissement, de Paris est nommée en 1879 en son souvenir.
- Éric Heidsieck, Hommage à Rouget de Lisle : paraphrase sur La Marseillaise : en vingt-trois variations « à la manière de » (la dernière pour piano à quatre mains) ; Lyon, Symétrie, 2002.
- Le train Corail diurne reliant Strasbourg à Nice, supprimé en 2001, était appelé Le Rouget-de-Lisle[28].
- Une statue commémorative, œuvre de Léopold Steiner est située, en son honneur, à Choisy-le-Roi. Ce monument a été commandé par souscription nationale le 23 juillet 1882, et inauguré le 6 juillet 1902 par Justin Germain Casimir de Selves. La place où elle se situe porte son nom. Elle est très fréquentée et est un carrefour routier important du Val-de-Marne ; on y trouve une gare routière.
- Une plaque a été déposée sur sa maison de Choisy-le-Roi, dans laquelle il est mort (au 6 rue Rouget-de-Lisle).
- Une bière porte son nom. Elle est produite sur un domaine ayant appartenu au compositeur, à Bletterans.

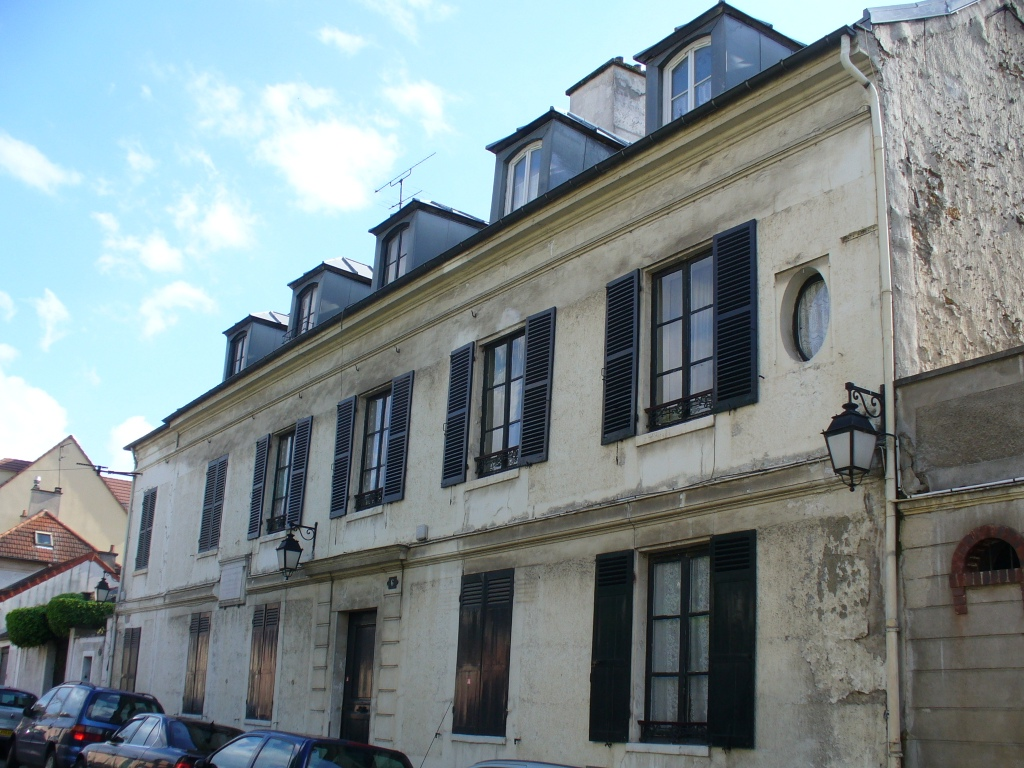
La maison de Choisy-le-Roi.
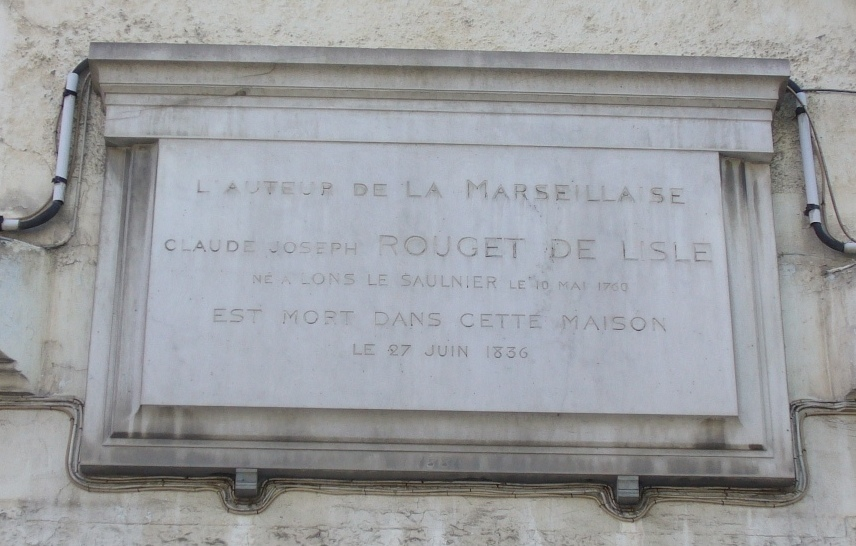
La plaque sur la maison de Choisy-le-Roi.
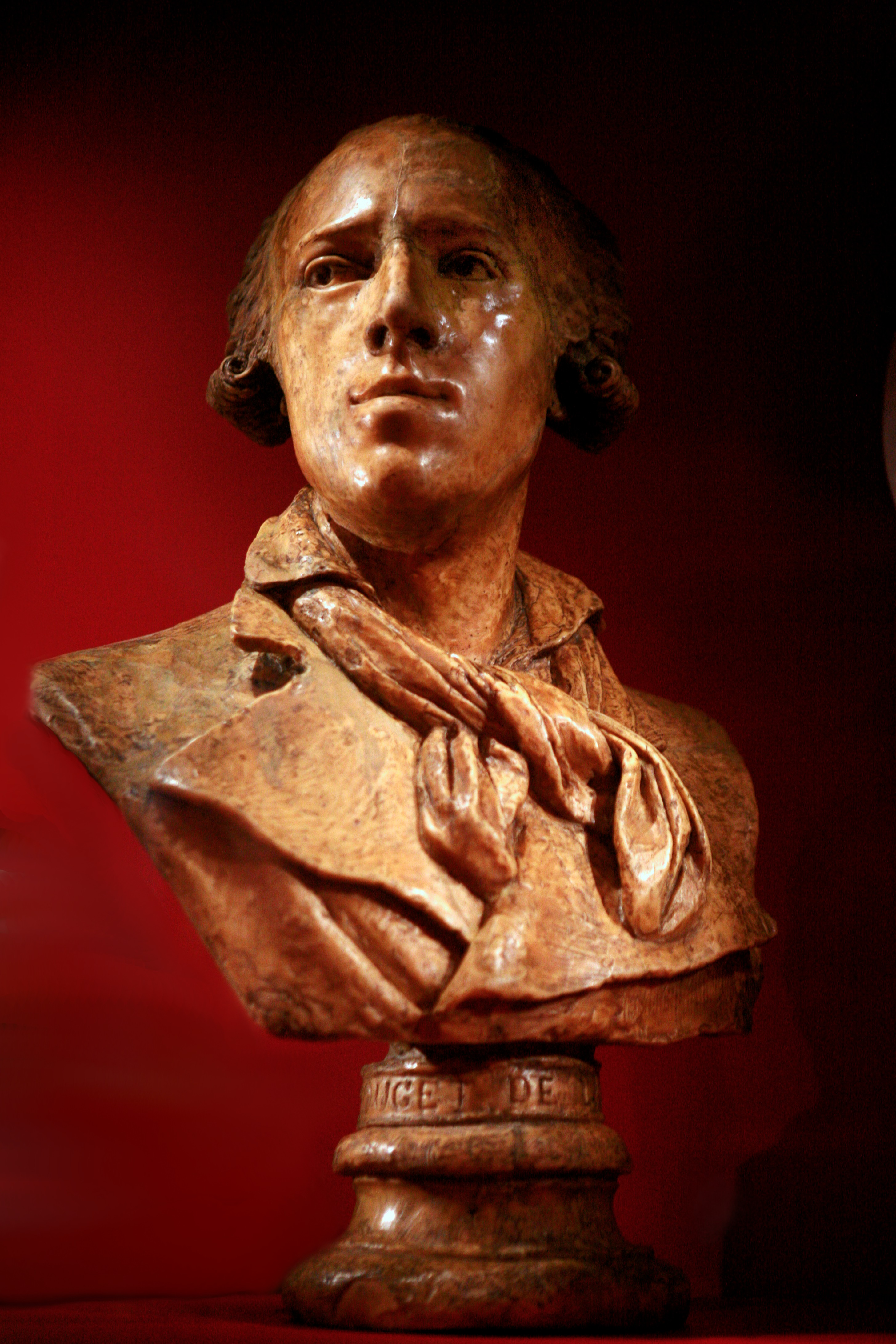
Le buste en cire de Rouget de Lisle par David d'Angers.
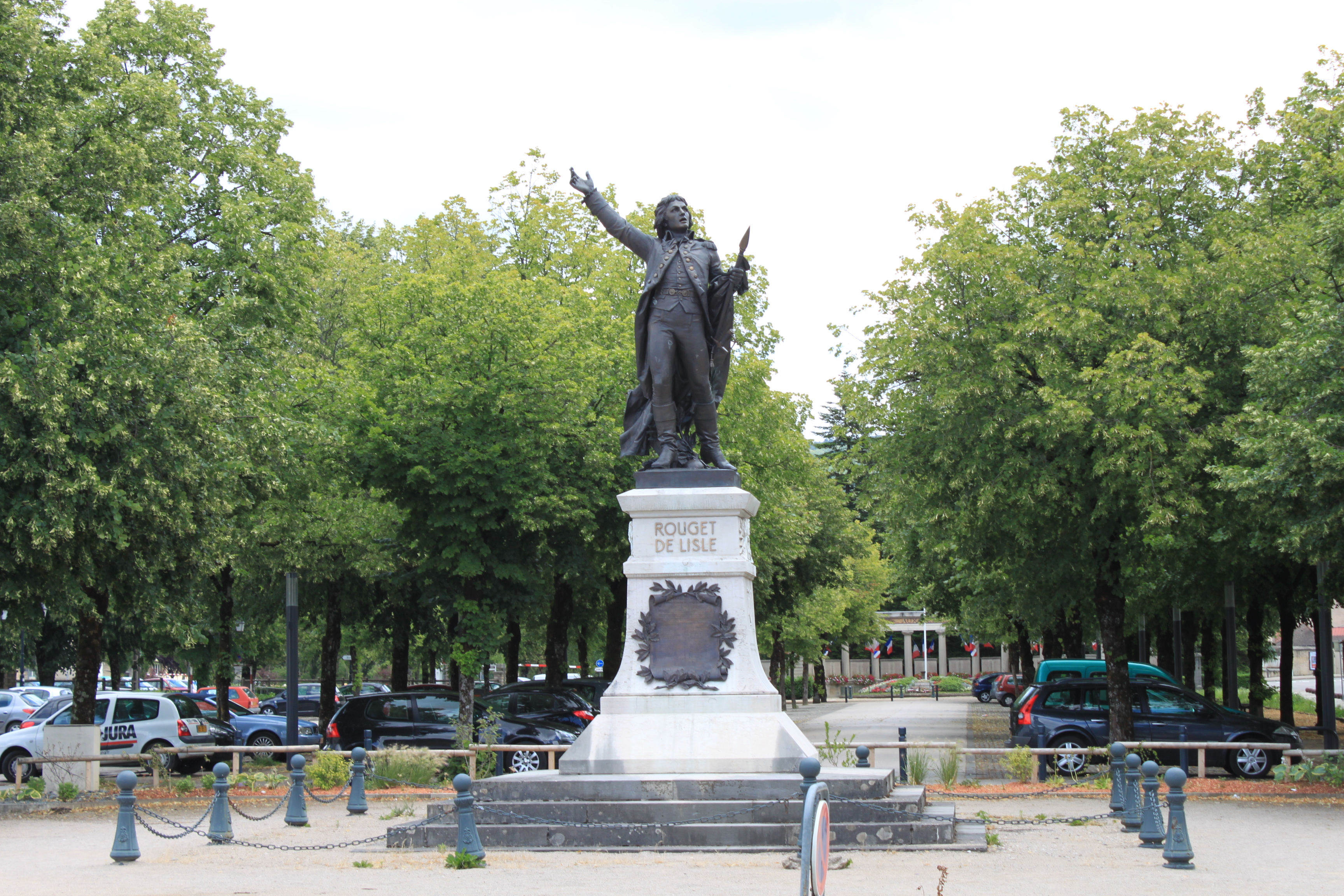
La statue de Rouget de Lisle à Lons-le-Saunier.
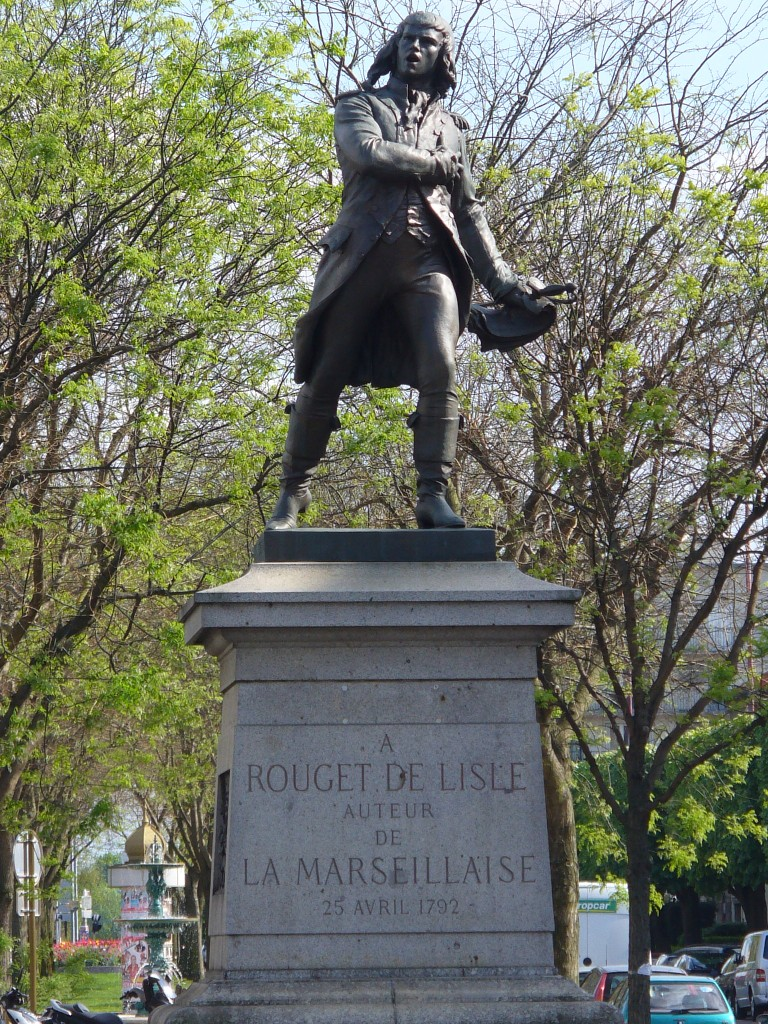
La statue de Rouget de Lisle à Choisy-le-Roi.

### Philatélie

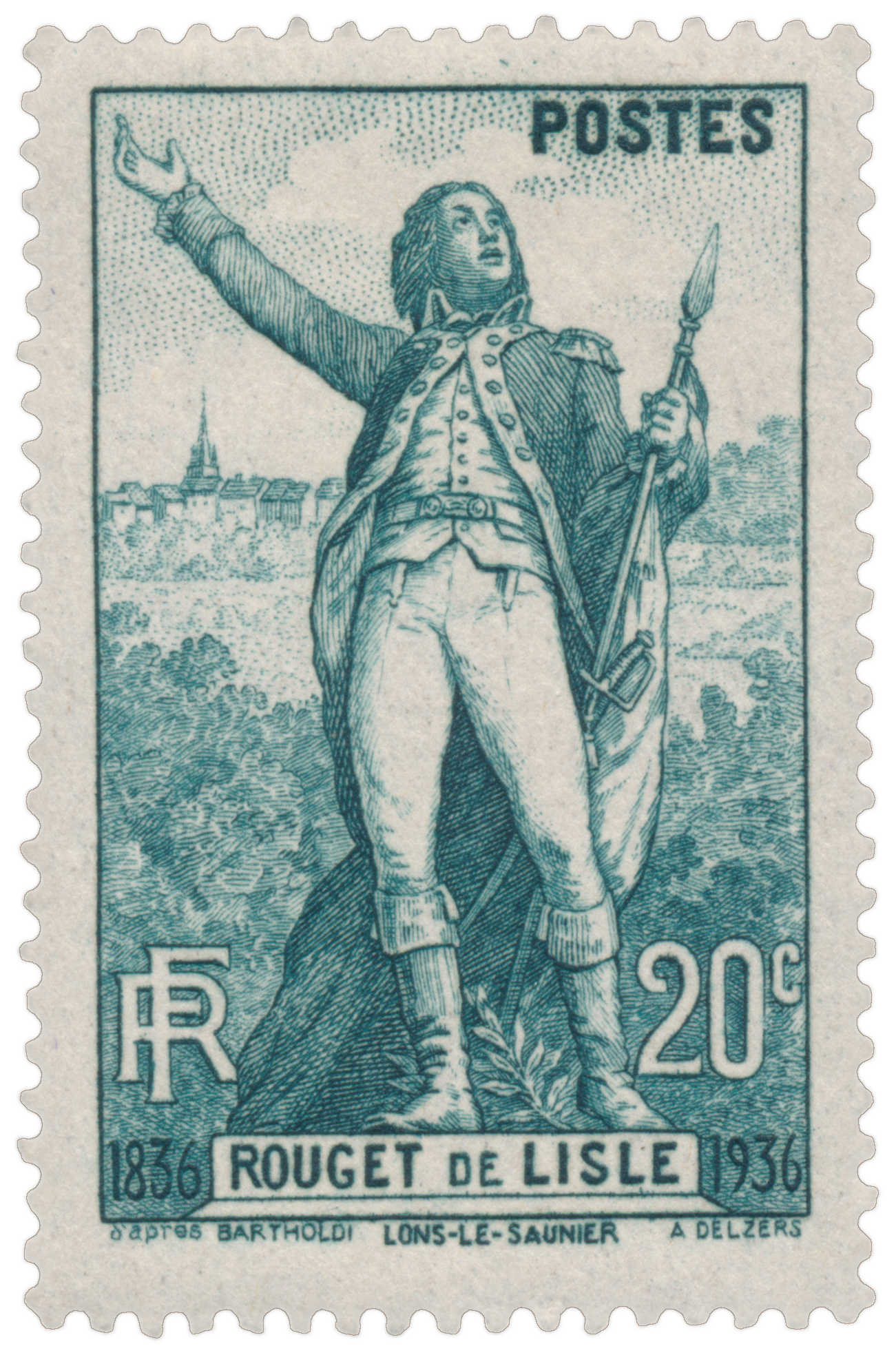
1936 : centenaire de la mort de Claude Rouget de Lisle.

- En 1936, un timbre de 20 centimes vert est émis. Il représente sa statue à Lons-Le-Saunier. Il est le premier à avoir fait l'objet d'une vente anticipée le 27 juin 1936, à Lons-Le-Saunier. Il porte le n° YT 314.
- En 2006, c'est un timbre de 0,53 euro multicolore qui est émis. Il représente « Rouget de Lisle chantant la Marseillaise » d'après le tableau d'Isidore Pils avec à gauche le village de Montaigu et à droite la ville de Lons-le-Saunier. Il a bénéficié de deux cachets 1er jour, un à Paris le 13 juillet et un second à Lons-Le Saunier le 14 juillet. Il porte le n° YT 3939[29].

### Rouget de Lisle au cinéma et à la télévision
Plusieurs films reprennent le personnage de Rouget de Lisle :
- Harry Krimer a incarné le personnage dans le célèbre Napoléon d'Abel Gance en 1927, ainsi que dans la version sonorisée et modifiée en 1935.
- Rouget de Lisle apparaît en train de composer La Marseillaise dans le film Cadet Rousselle en 1954, où le rôle est incarné par Pierre Destailles.
- Michel Valmer est Rouget de Lisle dans Quand flambait le bocage, un téléfilm de Claude-Jean Bonnardot de 1978.
- Darry Cowl joue le rôle de Rouget de Lisle dans la comédie Liberté, égalité, choucroute en 1985.